# Benzaldeide
La benzaldeide o aldeide benzoica è un'aldeide aromatica avente formula molecolare C6H5−CHO, o anche Ph−CHO. La sua molecola può essere considerata come derivante formalmente dal benzene per sostituzione di uno degli atomi di idrogeno da un formile, il gruppo caratterizzante delle aldeidi. La benzaldeide è la più semplice delle aldeidi aromatiche, dove il carbonile aldeidico è coniugato con l'anello benzenico. Tra queste ultime, è quella più sfruttata a livello industriale.
In natura si trova un suo precursore, l'amigdalina, un glucoside che per idrolisi dà, oltre alla benzaldeide, acido cianidrico, glucosio o altri zuccheri e che è presente nelle mandorle amare (es: nell'olio di mandorle) o in particolari semi tra cui quelli dell'albicocca e delle pesche. Oggigiorno la maggior parte della benzaldeide viene ottenuta industrialmente per via sintetica per ossidazione del toluene.
Benché la benzaldeide si trovi in fonti naturali, si preferisce produrla in laboratorio.

## Proprietà
A temperatura ambiente la benzaldeide si presenta come un liquido incolore volatile, o giallo pallido se impura, con un piacevole e caratteristico odore fruttato di mandorle amare: la benzaldeide è infatti un importante componente dell'aroma di mandorla.
Poco solubile in acqua (0,345 g / 100 g), essa è invece completamente miscibile con alcool, etere e solfolano; è inoltre molto solubile in etere di petrolio, benzene e acetone, ma anche in ammoniaca liquida e in acido fluoridrico anidro.
Il carbonile della benzaldeide, come per le aldeidi aromatiche in genere, essendo coniugato con l'anello benzenico, entra in risonanza con esso generando tre altre forme limite; in esse si ha un carica negativa sull'ossigeno e una carica positiva sull'anello che si alterna sulle tre posizioni orto/para. Come conseguenza, il carbonile risulta meno elettrofilo di quello di un'aldeide alifatica, e così pure la benzaldeide stessa, che si dimostra un po' meno reattiva verso l'addizione nucleofila al carbonile, mentre al tempo stesso l'anello benzenico risulta parzialmente depauperato di densità elettronica ed è quindi disattivato verso le reazioni di sostituzione elettrofila aromatica (SEAr).

## Reazioni
La benzaldeide è un'aldeide aromatica e come tale ha il suo gruppo funzionale, il formile −CHO, sull'anello benzenico e manca, perciò, di atomi di idrogeno in posizione alfa e perciò è un'aldeide non enolizzabile. Questo fatto limita il ventaglio di reazioni alle quali essa è soggetta rispetto a quello delle aldeidi in generale.

### Ossidazioni
Come le altre aldeidi, la benzaldeide è soggetta a facile ossidazione, che avviene (seppur lentamente) anche per semplice esposizione all'aria, dando luogo alla formazione di acido benzoico:
2 PhCHO + O2   →   2 PhCOOH
Inoltre, la sua ossidabilità si manifesta anche in quanto riduce facilmente una soluzione ammoniacale di nitrato d'argento (AgI) ad argento metallico (Ag0).
Reagisce con il cloro molecolare per dare il cloruro di benzoile:
PhCHO + Cl2   →   PhCOCl + HCl ↑

### Riduzioni
D'altro canto, è possibile ridurre la benzaldeide tramite idrogenazione in presenza di catalizzatori e ottenere così l'alcol benzilico:
PhCHO + H2   →   PhCH2OH
Può essere ridotta ad alcol benzilico anche tramite addizione di idruro al carbonile aldeidico con sodio boroidruro (NaBH4). Il carbonile della benzaldeide può anche essere ridotto a metilene (CH2) con la riduzione di Clemmensen per trattamento con amalgama di zinco in soluzione di acido cloridrico concentrato, per dare il toluene:
PhCHO + Zn + 2 HCl   →   PhCH2OH + ZnCl2

### Condensazioni
Facendo reagire la benzaldeide con anidride acetica (AcOAc) in presenza di acetato di sodio anidro (AcONa), che ha la funzione di catalizzatore basico, avviene una particolare condensazione (reazione di Perkin), dalla quale si ottiene in questo caso l'acido cinnamico, la sostanza responsabile dell'aroma della cannella:
PhCHO + AcOAc + AcONa)   →   PhCH=CH−COOH + AcOH
Un'altra condensazione si ha riscaldando a riflusso la benzaldeide disciolta in una soluzione alcolica di cianuro di potassio; questo fornisce lo ione cianuro che agisce prima come nucleofilo e poi come gruppo uscente fungendo in definitiva da catalizzatore per la reazione; in tal modo avviene la reazione nota come condensazione benzoinica, dalla quale si ottiene, appunto, il benzoino (2-idrossi-2-fenilacetofenone):
2 PhCHO (+ KCN / EtOH / calore)   →   PhCHOH−COPh

### Reazione di Cannizzaro
In presenza di una soluzione alcolica e di una base forte come l'idrossido di potassio la benzaldeide dà la reazione di Cannizzaro, grazie alla quale si ha riduzione di una molecola dell'aldeide a dare un alcol (alcol benzilico) e simultaneamente ossidazione di un'altra, con formazione di benzoato di potassio, il sale dell'acido benzoico:
2 PhCHO + KOH (EtOH / calore)   →   PhCH2OH + PhCOOK
Nel passaggio chiave del meccanismo di reazione si ha il trasferimento di uno ione idruro (H−) dal dianione di una molecola di aldeide ad un'altra molecola di aldeide. Più in generale, per le aldeidi aromatiche la velocità di questa reazione è strettamente legata al tipo di sostituenti presenti sull'anello aromatico.

## Produzione
La benzaldeide può essere preparata ricorrendo a diversi processi chimici. Attualmente i metodi più utilizzati prevedono la clorurazione oppure l'ossidazione del toluene in fase liquida. Esistono tuttavia altre vie sintetiche per lo più abbandonate a livello industriale, ma utili in laboratorio, fra cui: l'ossidazione parziale dell'alcol benzilico (Ph−CH2OH), il trattamento con basi (es: NaOH) del cloruro di benzale (Ph−CHCl2), oppure la reazione fra benzene e monossido di carbonio.

## Usi
Sebbene la benzaldeide possa essere impiegata come solvente, il suo principale utilizzo è quello di precursore per la sintesi di diversi composti organici, dai farmaci agli additivi per le plastiche. È anche un importante intermedio per la preparazione di profumi e fragranze come anche nella sintesi di coloranti anilinici.